# Paincourtville
Paincourtville est une census-designated place située dans la paroisse de l'Assomption, dans l’État de Louisiane, aux États-Unis. Sa population s’élevait à 911 habitants lors du recensement de 2010.

## Histoire
Les premiers habitants furent des colons français et espagnols qui s'installèrent le long du Bayou Lafourche. La population augmenta ensuite avec l'arrivée des rescapés acadiens fuyant le nettoyage ethnique entrepris par la couronne britannique en Acadie. Nombreux sont les descendants qui résident encore dans le village.
L'église Sainte-Elizabeth fut construite en 1840 sur un terrain légué par Elizabeth Dugas, une Cadienne. La cloche a été importée de France.

## Démographie
| Groupe            | Paincourtville | Louisiane | États-Unis |
| ----------------- | -------------- | --------- | ---------- |
| Afro-Américains   | 35,4           | 32,0      | 12,6       |
| Blancs            | 63,6           | 62,6      | 72,4       |
| Métis             | 0,6            | 1,6       | 2,9        |
| Asiatiques        | 0,3            | 1,6       | 4,8        |
| Autres            | 0,1            | 1,5       | 6,4        |
| Amérindiens       | 0,1            | 0,7       | 0,9        |
| Total             | 100            | 100       | 100        |
|                   |                |           |            |
| Latino-Américains | 4,1            | 4,3       | 16,7       |

Selon l'American Community Survey, pour la période 2011-2015, 94,52 % de la population âgée de plus de 5 ans déclare parler anglais à la maison, alors que 5,48 % déclare parler le français.